# Mount Pawanputra
Mount Pawanputra är ett berg i Antarktis. Det ligger i Östantarktis. Norge gör anspråk på området. Toppen på Mount Pawanputra är 90 meter över havet. Mount Pawanputra ligger vid sjöarna  Predgornoe Shel'fovoe och Karovoevatnet.
Terrängen runt Mount Pawanputra är kuperad åt sydväst, men åt nordost är den platt. Trakten är glest befolkad. Närmaste befolkade plats är Novolazarevskaya Station, 2,6 kilometer öster om Mount Pawanputra.